# 2006年朝鮮核試驗

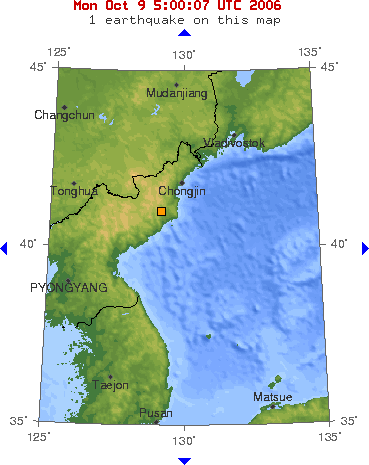
黃點為北韓核子試爆的地點

試爆地點與鄰國地圖表示，紅色點為核子試爆地點

2006年北韓核試驗或稱北韓核子試爆，為朝鮮民主主義人民共和國首次核试验，據傳試爆於當地時間2006年10月9日上午10時35分27秒，時間大約在北韓官方宣佈準備核試驗的一週之後。試爆地點為咸鏡北道的吉州郡地區舞水端裡一座360米高的山的地下水平坑道内。核试验造成了一次規模3.6的人工地震，相當於800噸三硝基甲苯炸藥（TNT）爆炸產生的能量，雖然規模比以往其他國家的初次核試都小，但是可疑的放射性物質被各國氣象觀測單位檢測出來。

## 背景
- 1998年8月：北韓試射大浦洞-1飛彈。
- 2003年1月：北韓宣布退出全面禁止核試驗條約。
- 2003年8月：首次六方會談。
- 2006年7月：北韓試射大浦洞-2飛彈，全數落入日本海。
- 2006年10月3日：北韓對外宣稱將在一週內進行核子試爆。

## 当量与发射性核素检测

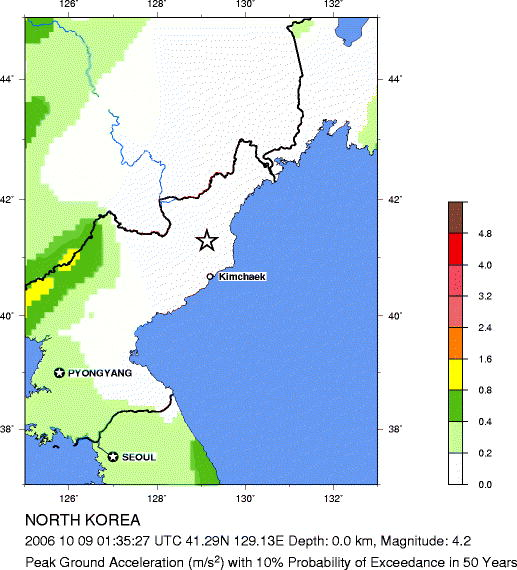
爆心位置

美国在日本海高空侦察飞行获取了该次核爆炸产生的放射性核素。核爆炸的原子核裂变产生元素氙的放射性同位素并从地下泄露至大气层。韩国政府估计当量至少为800吨，里氏震级4.2级。 美国地质调查局也评定震级4.2级。 由震级可推断当量为2–12 kT。
2006年10月13日，CNN引用两名掌握秘密情报的美国官员的消息，称在朝鲜附近的核爆后最初的大气采样未发现核爆产生的放射性核素物质，對爆炸表示懷疑。但几个小时后，CNN纠正了报道，称检测到了核爆产生的放射性核素，但数量太少不能得出确定结论。2006年10月16日，美国政府报告称已经发现这次核爆后产生的大气层放射性物质。推測該核彈是真的，但可能是爆炸未控制好導致規模縮小。
这次核爆也被 全面禁止核试验条约组织(CTBTO) 的全球监控系统记录下来。在爆后2周，从位于加拿大北部的检测站检测到大气中的放射性氙同位素，分析后认为与朝鲜核爆炸兼容。

## 國際反應
北韓此次核試被國際普遍視爲嚴重挑釁行爲，引起各國譴責。

## 其它影响
- 大韩民国的股票市场因为受到东亚地区局势不安定因素影响，造成小幅度下挫，不过反应不大，不算股灾。在韩国也没有出现民众抢购商品屯食品避灾的情况。此外在韩国爆发大规模示威游行，主题是反大规模杀伤性武器，反金正日独裁。

- 韩国方面证实了朝鲜核实验地区发生了規模3.5的地震，韩美情报部门派出的侦察设备在朝鲜核爆地区周围发现核辐射，基本已证实朝鲜成功进行了核实验。这次朝鲜核试验距中华人民共和国的吉林仅137公里，很可能对中国造成核污染。

- 巴基斯坦总统穆沙拉夫称“虽然巴基斯坦核弹之父卡迪尔汗曾向外界承认过自己因为自身利益向朝鲜、伊朗提供核武关键技术，但朝鲜这次的核弹是钚元素所制，巴基斯坦的核武器没有使用钚弹，这次朝鲜的核试验与巴基斯坦政府无关”。（页面存档备份，存于）

- 强调和解的六方会谈与南韩对北韓物资援助的阳光政策，很可能因为此事受到重大挫折，由于朝鲜的进一步“挑衅”行动，使得多方很难在近期再回到谈判桌前，不排除美国会集结亚太地区与韩国驻军3万的兵力使用军事手段打击不遵守国际核不扩散规定的朝鲜。

- 联合国安全理事会通过联合国安理会1718号决议，其中包括对朝鲜实施经济和商业制裁等内容的要求。因为中国和俄罗斯的反对，此决议没有同意美国原先要求的军事制裁。